# Porno-Teo-Kolossal

Pier Paolo Pasolini

Porno-Teo-Kolossal (1966-1975) è una delle opere incompiute di Pier Paolo Pasolini, il progetto d'un film di cui lo scrittore stese la sceneggiatura insieme a Sergio Citti. Si tratta di un film che il regista, a causa della sua prematura morte sopraggiunta il 2 novembre 1975, non ebbe il tempo di girare. Dopo la realizzazione di Salò o le 120 giornate di Sodoma, Pasolini dichiarò che con il suo film Porno-Teo-Kolossal avrebbe concluso la sua carriera di regista, anche se, in realtà, rimangono progetti di altre opere cinematografiche che Pasolini avrebbe, forse, realizzato più avanti. Si trattava di "un film sull'ideologia" che doveva rappresentare tre diversi tipi di utopia, legati a un passato paleoindustriale, a un presente neocapitalistico e a un futuro tecnocratico, inesorabilmente destinati a fallire attraverso catastrofi apocalittiche che avrebbero condotto alla fine anche dell'ultima utopia: quella della fede.
Nato da un progetto cinematografico concepito nel 1966, con il titolo provvisorio di Le avventure del Re magio randagio e il suo schiavetto Schiaffo, venne accantonato dopo l'improvvisa morte di Totò, che avrebbe dovuto esserne il protagonista sulla falsariga di Uccellacci e uccellini. Successivamente, il film avrebbe dovuto essere realizzato con la collaborazione di Eduardo De Filippo; Pasolini infatti, pur avendo ormai a disposizione un copione completo, aveva chiesto al grande drammaturgo ed attore napoletano di darvi un suo apporto creativo, anche improvvisando durante le riprese sulla scia del proprio estro. I titoli provvisori che Pasolini diede al film furono: Il Cinema, Ta kai ta (dal greco antico "questo e quello", citazione da una frase pronunciata da San Paolo nella Storia lausiaca), Circenses e Dromenon Legomenon. Sul dattiloscritto della sceneggiatura, lungo settantacinque cartelle con alcune correzioni a mano, e nelle lettere, rimarrà però il titolo di Porno-Teo-Kolossal.

## Trama
La storia inizia a Napoli, «dove si è sparsa la chiacchiera che deve nascere il Messia. Scene di fanatismo alla San Gennaro, feste, processioni, chiassate ecc.». Il Re Magio Epifanio (che sarebbe dovuto essere interpretato da Eduardo De Filippo) parte in compagnia del proprio servo Nunzio, detto anche il Romanino (la cui parte sarebbe dovuta essere sostenuta da Ninetto Davoli), per un viaggio fantastico e allucinato (che richiama in parte quello surreale di Totò e Ninetto in Uccellacci e uccellini e in parte quello evangelico d'un altro film pasoliniano irrealizzato,  San Paolo), intento a seguire una Cometa (simboleggiante l'Ideologia) che si dirige verso il luogo dove il Messia dovrebbe venire alla luce.
Il viaggio si rivelerà però più lungo e tortuoso del previsto, tanto che quando la coppia arriva a destinazione dopo averne passate di tutti i colori, non solo il Messia è già nato ma ha trascorso la sua intera vita ed è morto, oltre ad aver fondato una religione che poi è a sua volta conclusasi. Il Re Magio, constatata l'inutilità del suo peregrinare, muore ma il suo servo Nunzio, che fino ad allora era stato presentato come un giovane rozzo ed incosciente, in punto di morte gli rivela d'essere in realtà un angelo che lo dovrà scortare in Paradiso. Il regno dei Cieli, tuttavia, non c'è, così i due si voltano indietro, verso il mondo reale, di cui avevano mano a mano scoperto i valori nella loro lunga ricerca di altri valori, e restano di sale come la figlia di Lot nel racconto biblico.

## La lettera a Eduardo De Filippo
Il rapporto tra l'attore, intellettuale di spicco, e Pasolini era di lungo corso: De Filippo ai tempi del processo al film I racconti di Canterbury prese le difese del regista; Pasolini lo aveva definito «il più grande attore italiano» e aveva pensato di scrivere per lui un testo teatrale in dialetto napoletano intitolato Mandolini.

Rispetto alla realizzazione del nuovo lavoro, tutto sembra maturare in tempi che molto probabilmente si prevedevano assai ravvicinati, se Pier Paolo Pasolini scrive a Eduardo De Filippo il 24 settembre 1975:
eccoti finalmente per iscritto il film di cui ormai da anni ti parlo. In sostanza c’è tutto. Mancano i dialoghi, ancora provvisori, perché conto molto sulla tua collaborazione, anche magari improvvisata mentre giriamo. Epifanio lo affido completamente a te: aprioristicamente, per partito preso, per scelta. Epifanio sei tu. Il “tu” del sogno, apparentemente idealizzato, in effetti reale.
Ho detto che il testo è per iscritto. In realtà non è così. Infatti l’ho dettato al registratore (per la prima volta in vita mia). Resta perciò, almeno linguisticamente, orale. Ti accorgerai subito infatti, leggendo, di una certa sua aria un po’ plumbea, ripetitiva, pedante. Passaci sopra. Mi era impossibile – per ragioni pratiche – fare altrimenti.
Io stesso l’ho letto per intero oggi – poco fa – per la prima volta. E sono rimasto traumatizzato: sconvolto per il suo impegno “ideologico”, appunto, da “poema”, e schiacciato dalla sua mole organizzativa.
Spero, con tutta la mia passione, non solo che il film ti piaccia e che tu accetti di farlo: ma che mi aiuti e m’incoraggi ad affrontare una simile impresa. Ti abbraccio con affetto, tuo Pier Paolo»
(Pier Paolo Pasolini, Lettera a Eduardo De Filippo)

## La rinascita dell'opera
Nel 1996 il regista Sergio Citti, amico e aiutante di Pasolini, girò il film I magi randagi con interpreti Franco Citti, Silvio Orlando e Ninetto Davoli. Prendendo spunto dall'idea originale pasoliniana, Citti nella trama racconta la storia di un gruppo di attori teatrali filosofi che cercano di rappresentare scene della Natività di Gesù Cristo. Tuttavia non vengono capiti e sono costretti ad allontanarsi e a compiere lunghi viaggi da nomadi.
Il film Pasolini di Abel Ferrara (2014) ricostruisce alcune sequenze di Porno-Teo-Kolossal, con Ninetto Davoli nella parte pensata per Eduardo De Filippo e Riccardo Scamarcio nella parte di Ninetto Davoli. 